# Szynaka – Meble
Szynaka – Meble – polskie przedsiębiorstwo rodzinne z Lubawy produkujące meble, działające w formie spółki z o.o. Grupę Meblową Szynaka tworzy 6 zakładów produkcyjnych zlokalizowanych w Lubawie, Iławie, Nowym Mieście Lubawskim i Wolsztynie, a także centrum logistyczne i zabytkowy pałac w Mortęgach.

## Historia
W 1957 roku Jan Szynaka senior otworzył w Lubawie zakład rzemieślniczy liczący 150 m² powierzchni. Do produkcji mebli w wykorzystywał pilarkę taśmową z przełomu XIX i XX wieku oraz samodzielnie wykonaną szlifierkę. W 1985 jego syn, Jan Szynaka, przejął prowadzenie zakładu. Rozpoczął pracę z dwoma uczniami i przekształcił zakład w Przedsiębiorstwo Produkcyjno-Usługowo-Handlowe i Eksportowe Szynaka produkujące meble z naturalnego drewna brzozowego.
1 stycznia 2001 powstał nowy podmiot prawny Szynaka-Meble Sp. z o.o. W 2003 przedsiębiorstwo przejęło Wolsztyńską Fabrykę Mebli, producenta mebli kuchennych. W 2007 roku wybudowano zakład produkcyjny w Nowym Mieście Lubawskim oraz utworzono: MM Szynaka Living w Iławie oraz MM Szynaka Interline w Nowym Mieście Lubawskim. W roku 2012 grupę powiększono o centrum logistyczne w Iławie (42 000 mkw) oraz centrum wystawiennicze.
W 2012 grupa kupiła wyposażenie niemieckiej fabryki „Jahnke GmbH Trittau” oraz wprowadziła markę mebli kuchennych „Moelke”. Kolejnymi krokami rozwoju przedsiębiorstwa była budowa hali produkcyjnej w Iławie (2014) i otwarcie Centrum Przemysłu Meblowego w Lubawie (2015). W 2016 majątek grupy powiększono o posiadłość w Mortęgach, gdzie funkcjonuje centrum konferencyjno-szkoleniowe. Właściciele odtworzyli tam zabytkowy pałac z końca XIX wieku.

## Działalność
Meble produkowane przez grupę Szynaka są eksportowane do ponad 50 krajów. Na początku 2018 grupa zatrudniała prawie 3500 osób. W lubawskiej fabryce produkuje się około 28 tysięcy sztuk mebli rocznie. Grupa Meblowa Szynaka realizuje sprzedaż detaliczną poprzez sieć dystrybucji, za pośrednictwem salonów własnych oraz partnerów handlowych. W jej skład wchodzą także WFM Kuchnie, PPUHiE Szynaka, Logistic Szynaka, MM Szynaka-Interline w którym powstaje rocznie ponad 420 257 sztuk mebli, zakład zatrudnia ponad 500 pracowników, Fabryka Mebli Szynaka w której zatrudnionych jest ponad 400 pracowników, a produkcja sięga ponad 2 655 300 sztuk mebli rocznie, a także Szynaka Living fabryka o powierzchni 46 000 mkw zatrudniająca ponad 600 osób.
W 2017 łączna powierzchnia obiektów należących do przedsiębiorstwa wynosiła ponad 500 000 m².

## Nagrody
W latach 2014–2018 przedsiębiorstwo otrzymało nagrody:
- 2018: „Firma dobrze widziana” tytuł nadany przez Business Centre Club[5]
- 2018: „Filary Polskiej Gospodarki” – laureat rankingu organizowanego przez Urząd Marszałkowski Województwa Warmińsko-Mazurskiego[6]
- 2017: „Sylwetki i Marki Polskiej Gospodarki” – nagroda specjalna[7]
- 2017: piąty diament do Złotej Statuetki Lidera Polskiego Biznesu przyznawany poprzednim laureatom przez Business Centre Club[5][8]
- 2017: Kolekcja Zefir – Produktem Roku 2017 według magazynu Meble Plus[9]
- 2016: „Wybitny Eksporter Roku 2016” podczas XV Kongresu Eksporterów Polskich[10]
- 2016: Wyróżnienie w kategorii „Luksusowa Marka” podczas gali „Osobowości i Sukcesy Roku 2016 Warmii i Mazur”[11]
- 2016: Nagroda w kategorii Społeczna Odpowiedzialność Biznesu dla inwestycji Grupy Meblowej Szynaka – Centrum Przemysłu Meblowego w Lubawie wręczona podczas uroczystej Gali Plebiscytu Gazety Olsztyńskiej Inwestycja Roku 2015[12]
- 2016: Orzeł Eksportu w kategorii Najlepszy Eksporter w ogólnopolskim konkursie Regionalne Orły Eksportu[13]
- 2016: Ambasador Polskiej Gospodarki w kategorii „Firma Globalna” – organizowany przez Business Centre Club pod patronatem Europejskiego Komitetu Ekonomiczno-Społecznego w Brukseli[14]
- 2016: Firma Dobrze Widziana – nagroda w konkursie organizowanym przez Business Centre Club pod patronatem Ministra Pracy i Polityki Społecznej[15].
- 2016: Meble Torino Produktem Roku 2016 – produkt roku według branżowego magazynu Meble Plus[16]
- 2015: Inwestycja 25-lecia Warmii i Mazur – wyróżnienie w kategorii: Społeczna Odpowiedzialność Biznesu[17]
- 2015: Orły eksportu województwa Warmińsko-Mazurskiego 2015 organizowane przez dziennik „Rzeczpospolita” i Bank Zachodni WBK. Firma otrzymała wyróżnienia w 3 kategoriach: Najlepszy eksporter – dla Grupy Meblowej Szynaka, Najdynamiczniejszy eksporter – dla Grupy Meblowej Szynaka, Osobowość eksportu – dla prezesa Jana Szynaka[18]
- 2015: Wybitny Eksporter Roku 2015 – tytuł nadano podczas XIV Kongresu Eksporterów Polskich[19]
- 2015: Perły Polskiej Gospodarki 2015 – certyfikat nadany podczas XIII Gali Pereł Polskiej Gospodarki w kategorii Perły Duże (wyróżnienie zostało przyznane za konsekwentną realizację polityki i strategii przedsiębiorstwa oraz pozycję lidera wśród najbardziej dynamicznych i najbardziej efektywnych przedsiębiorstw w Polsce)[20].
- 2015: Odznaka Honorowa za Zasługi dla Rozwoju Gospodarki Rzeczypospolitej Polskiej – nadana przez Ministra Kultury i Dziedzictwa Narodowego Piotra Żuchowskiego[21]
- 2014: Filary Polskiej Gospodarki 2014 – laureat rankingu organizowanego przez „Puls Biznesu” przy współpracy agencji badawczej Millward Brown SMG/KRC[22]
- 2014: Ambasador Polskiej Gospodarki 2014 w kategorii „Eksporter” – organizowany przez Business Centre Club pod honorowym patronatem Ministra Spraw Zagranicznych[23]